# Karl Seitz
Karl Seitz (Viena, 4 de septiembre de 1869-Viena, 3 de febrero de 1950) fue un político austríaco. 
Es reconocido como Presidente de Austria entre los años 1918 - 1920, aun cuando fue primero presidente de la Asamblea Nacional Constituyente y luego el 10 de noviembre de 1920, fue nombrado presidente interino. Fue el primer presidente de Austria cuando esta se convirtió en República, la cual duró hasta 1934, año en el que el canciller Engelbert Dollfuss estableció una dictadura.
Austria se unió a la Alemania Nazi en el año 1938, y sólo volvió a Viena cuando el imperio nazi colapsó en mayo de 1945. Aún con sus facultades físicas muy mermadas y muy enfermo, sirvió para el, nuevamente establecido, Partido Socialdemócrata de Austria como miembro honorario, hasta su muerte a la edad de 80 años, el día 3 de febrero de 1950. 